# Télé Tchad
Télé Tchad è l'ente televisivo e canale pubblico del Ciad. Trasmette dalla capitale N'Djamena in arabo e in francese, principalmente notizie, programmi educativi, culturali, religiosi e sport locale per un totale di 20 ore al giorno.

## Storia
Télé Tchad iniziò a trasmettere il 10 dicembre 1987. All'epoca del suo debutto offriva programmi solo quattro giorni alla settimana (dal giovedì alla domenica) e il segnale copriva solamente la zona della capitale N'Djamena e dintorni, utilizzando una torre nel quartiere di Goudji.
Originariamente il canale si avvaleva di giornalisti e altri professionisti provenienti da Radiodiffusion Nationale Tchadienne, l'ente radiofonico del Ciad, inclusi Malla Woulou Yakéma, Topono Celestin e Aldom Nadji Tito.
Nei primi anni il canale riceveva assistenza tecnica e apparecchiature dalla Germania Ovest e dalla Francia.
Quando Idriss Déby andò al potere in Ciad, nel 1990, pose la televisione sotto il controllo del Ministero dell'Informazione.
Nel 2008 il canale estese la sua copertura raggiungendo le regioni di Mongo, Borkou, Doba, Biltine e Tibesti e iniziò a irradiare il segnale anche via satellite, servendo la diaspora ciadiana in Europa, Nordafrica e oltre.
Nel 2012 fu costruito un nuovo quartier generale a N'Djamena al costo di 19 miliardi di franchi CFA per ospitare sia la radio che la televisione di Stato.

## Controversie
La radiotelevisione del Ciad riceve accuse di essere troppo filogovernativa per il fatto di non denunciare le violazioni di alcuni diritti umani nel Paese. Reporter senza frontiere spesso pone il Ciad in fondo alla graduatoria mondiale per libertà di stampa a causa di «violenza, arresti arbitrari e cyber censura verso i giornalisti».

## Servizi

### Televisione
| Nome      | Sede      | Тipo        | Lancio | Lingua          |
| --------- | --------- | ----------- | ------ | --------------- |
| Télé Chad | N'Djamena | generalista | 1987   | arabo, francese |

## Ricezione

### Digitale terrestre
Télé Chad trasmette in standard DVB-T HD.

### Satellite[8]
| Satellite          | Eutelsat 16A | Eutelsat 16A | Eutelsat 10B | SES 5     | Eutelsat 7 West A | SES 4     |
| Posizione orbitale | 16.0° E      | 16.0° E      | 10.0° E      | 5.0° E    | 7.3° W            | 22.0° W   |
| Canali             | Télé Chad    | Télé Chad    | Télé Chad    | Télé Chad | Télé Chad         | Télé Chad |
| Frequenza          | 11356 H      | 12687 H      | 3861 R       | 12380 H   | 11603 H           | 11551 V   |
| SR                 | 45000        | 30000        | 4042         | 27500     | 27500             | 45000     |
| FEC                | 3/4          | 3/4          | 2/3          | 3/4       | 5/6               | 3/4       |
| Modulazione        | 8PSK         | 8PSK         | 8PSK         | QPSK      |                   | QPSK      |

### Streaming
Télé Chad in streaming.